# Wertform
Wertform ist ein Begriff aus der Kritik der politischen Ökonomie von Karl Marx (1818–1883), der die Art und Weise thematisiert, wie der Wert einer Ware auf einem Markt ausgedrückt werden kann. In den ersten Kapiteln von Das Kapital analysiert Marx verschiedene Wertformen, um zu zeigen, dass der Wert als Eigenschaft von Waren eine bestimmte Form erfordert, die seinem gesellschaftlichen Charakter adäquat ist, nämlich die Geldform. Mit dieser Form geht ein Fetisch einher, der den Warenfetisch fortsetzt.
Bis heute wird besonders darüber gestritten, wie die Wertformanalyse zu deuten ist. Diese Kontroverse berührt viele andere Themen, wie etwa das Marx-Engels-Verhältnis, den Einfluss Hegels auf Marx’ Werttheorie, die dialektische Darstellung oder die Frage nach der Bedeutung von historischen Aspekten für Marx’ Theorie.

## Marx’ Anliegen
Marx verfasste mehrere Versionen seiner Wertformanalyse. Im Folgenden wird primär die letzte deutsche Version von Das Kapital. Kritik der politischen Ökonomie zugrunde gelegt, wie sie in der vierten Auflage im 23. Band der Marx-Engels-Werke vorliegt.

### Theoretische Vorarbeit
Marx analysiert die Wertform im ersten Hauptabschnitt Ware und Geld. Bevor er explizit die Wertform untersucht, behandelt er die Substanz des Warenwerts und die Wertgröße.
Im ersten Kapitel Die Ware unterscheidet Marx zwischen Gebrauchswert und Tauschwert. Er führt nach einer kurzen Analyse den in seiner Theorie zentralen Begriff des Werts ein. Der Wert ist eine gesellschaftliche Eigenschaft der Ware, die (a) ein Reflex der Produktionsverhältnisse einer warenproduzierenden Gesellschaft ist und die (b) nur im Tauschwert erscheinen kann. Entsprechend der Unterscheidung von Gebrauchswert und Tauschwert entwickelt Marx im zweiten Unterkapitel den Unterschied von konkreter Arbeit, die Gebrauchswert schafft, und abstrakter Arbeit, welche die gemeinsame Wertsubstanz der Waren bildet. In den ersten beiden Unterkapiteln werden auch wesentliche Faktoren, die die Wertgröße bestimmen, behandelt. Damit legt Marx einige Fundamente seiner Arbeitswerttheorie. Im dritten Unterkapitel Die Wertform oder der Tauschwert stellt er die Wertformanalyse vor. Das erste Kapitel schließt mit dem vierten Unterkapitel, das den Warenfetischismus behandelt.

### Kernanliegen
In Die Wertform oder der Tauschwert greift Marx ein Ergebnis seiner Warenanalyse auf. Eine Ware ist ein Gebrauchsgegenstand. Die stoffliche Gestalt des Warenkörpers ist ihre Naturalform. Zudem trägt eine Ware Wert. Im Gegensatz zur physischen Gegenständlichkeit kann man die Wertgegenständlichkeit nicht erfassen, wenn man eine Ware in Isolation untersucht. Die Wertgegenständlichkeit ist nichts Physisches, sondern etwas rein Gesellschaftliches. Nur wenn eine Ware die Wertsubstanz abstrakte Arbeit, die den Waren gemeinsam ist, ausdrückt, kommt ihr die Wertgegenständlichkeit zu; daher kann die Wertgegenständlichkeit nur erscheinen, wenn eine Ware auf andere Waren bezogen ist.
Dass Waren ihren Wert in Geld ausdrücken, wisse jeder. Jeder kenne diese sonderbare gemeinsame Wert- bzw. Geldform der Waren. Es gelte aber „[…] zu leisten, was von der bürgerlichen Ökonomie nicht einmal versucht ward, nämlich die Genesis dieser Geldform nachzuweisen […]“. Marx will eine Entwicklung untersuchen. Diese beginnt bei der einfachsten Form, in der eine Ware ihren Wert in irgendeiner anderen Ware ausdrückt, wie zum Beispiel im Wertausdruck 20 Ellen Leinwand = 1 Rock. Sie reicht über mehrere Mittelglieder bis zur Geldform, in der die Waren preisbestimmt sind, wie etwa in 20 Ellen Leinwand = 2 Pfd. Sterling (siehe Liste von Wertformen).
Marx will mit seiner Formanalyse den Fetischismus kapitalistischer Verhältnisse aufzeigen. Er kündigt an, durch seine Analyse das Geldrätsel lösen zu können. Worin es besteht, erläutert Marx im späteren Kapitel über den Austauschprozess. Dieses Kapitel handelt davon, wie sich die Warenbesitzer entsprechend den Erfordernissen der ökonomischen Formen verhalten und im Austausch Geld hervorbringen müssen. Dort versucht Marx, den Geldfetisch aufzudecken. Marx beginnt jedoch bereits in der Wertformanalyse darauf hinzuarbeiten: schon in der einfachen Wertform, deckt er auf, was im Falle der Geldform als Geldfetisch deutlicher wird. Derartige Fetischismen und Mystifikationen kapitalistischer Verhältnisse hängen miteinander zusammen und kulminieren schließlich im dritten Band von Das Kapital in der trinitarischen Formel.

### Weitere kritische Aspekte
Neben dem Kernanliegen, das Marx seiner Formanalyse unmittelbar voranstellt, kritisiert Marx an vielen anderen Stellen mehrere frühere Theoretiker. Dabei handelt es sich sowohl um antike Philosophen, als auch um Autoren des 18. und 19. Jahrhunderts.
So behauptet Marx von sich, die Wertform besser analysiert zu haben als Aristoteles (384 v. Chr. – 322 v. Chr.). Dieser habe die Wertform als Erster erforscht. Er sei jedoch an den unentwickelten ökonomischen Verhältnissen seiner Zeit gescheitert. Zwar habe Aristoteles erkannt, dass die einfache Art, Wert auszudrücken, wie in 5 Polster = 1 Haus, nur die unentwickelte Geldform sei, nämlich 5 Polster = so und so viel Geld, aber Aristoteles habe nicht erkennen können, dass abstrakte Arbeit die gemeinsame Wertsubstanz der Waren sei, welche die Waren überhaupt erst vergleichbar mache. Laut Aristoteles setzten die Menschen aus praktischen Gründen heraus die wesentlich ungleichen Dinge einander gleich. Laut Marx kann man erst dann einsehen, dass abstrakte Arbeit die Wertsubstanz bildet, wenn alle oder die meisten Arbeitsprodukte Warenform annehmen. Das ist nur unter kapitalistischen Verhältnissen der Fall. Bewusst zu zeigen, dass die warenproduzierende Arbeit einen Doppelcharakter hat, und im Gegensatz zur konkreten Arbeit die Kategorie der abstrakten Arbeit zu entwickeln, beanspruchte Marx als seine eigene Leistung. Diese hielt er für wesentlich, um die politische Ökonomie verstehen zu können.
Marx will mit seiner Formanalyse auch beweisen, dass aus dem Warenwert die Wertform entspringt. Marx kritisiert moderne bürgerliche Ökonomen im Allgemeinen und als deren beste Vertreter Adam Smith (1723–1790) und David Ricardo (1772–1823) im Besonderen für einen prinzipiellen Mangel. Sie hätten es nicht geschafft, den Warenwert zu analysieren und dadurch die Wertform zu entdecken. Das habe daran gelegen, dass sie nur auf die Wertgröße geachtet hätten. Den tieferen Grund erblickt Marx jedoch darin, dass seine Vorgänger die Form der Ware, des Geldes und des Kapitals als ewig gültige ökonomische Formen betrachteten. Aus diesem Grund hätten Ökonomen, die einen arbeitswerttheoretischen Ansatz vertreten, einander widersprechende Vorstellungen von Geld. So könne man jedoch das Bankwesen nicht verstehen.
Damit wendet sich Marx auch explizit gegen den neumerkantilen Ökonomen Charles Ganilh (1758–1836). Im Gegensatz zu den Vertretern einer Arbeitswerttheorie, die die Wertform vernachlässigt und keine adäquate Gelddefinition hätten, halte Ganilh, so Marx’ Vorwurf, eine Substanz des Warenwerts nur für einen Schein, der von der Wertform herrühre. Ganilh kritisierte Arbeitswerttheorien. Er bestritt die Annahme, es gebe einen intrinsischen Warenwert. Aus Marx’ Sicht setzt Ganilh nicht den Warenwert als Primäres, sondern die Wertform. Demnach entspringen aus der Wertform der Warenwert und die Wertgröße. Die Theorien über den Mehrwert zeugen von Marx’ genauerer Auseinandersetzung mit Ganilh. Trotz Kritik gesteht Marx zu, dass Ganilh bei Ricardo wunde Punkte getroffen habe. Ricardo habe eben die von Marx betonten Charakteristika der warenproduzierenden Arbeit vernachlässigt und nicht erkannt, dass sich diese Arbeit im Geld darstellen müsse.
In seiner Wertformanalyse kommt Marx auf den Ökonomen Henry Dunning Macleod (1821–1902) zurück. Laut Marx vertrete Macleod die City of London bzw. die Lombard Street und deren verwirrte Vorstellungen über Wert und Wertform. Bereits in Zur Kritik der Politischen Oekonomie. Erstes Heft (1859) wollte Marx die Arbeitswerttheorie unter anderem gegen Macleod verteidigen. Macleod bestritt, dass Arbeit den Wert der Ware bilde und dass Produktionskosten die Wertbewegungen bestimmten. Stattdessen führte Macleod den Wert primär auf Bedürfnisse und Nachfrage zurück. Dabei begrenzte Macleod den Ausdruck Wert auf das quantitative Verhältnis, in dem Güter gegeneinander austauschbar sind. Demnach gilt, wenn jemand ein Gut A besitzt und es gegen eine bestimmte Menge eines Gutes B, das einem anderen gehört, tauschen kann, dann ist letztere der relative Wert von A, und umgekehrt. Macleods werttheoretischen Ansatz, der die Vorstellung eines intrinsischen Wertes bestritt, bemerkte Marx später auch in den Schriften seines Gegners Eugen Dühring (1833–1921). Zudem hielt Marx die Geldtheorie von Macleod, wonach Geld ursprünglich aus Schuldverhältnissen entstanden sei, für falsch. Geld als Zahlungsmittel, mit dem ein Käufer seine Schuld begleicht, sei hingegen, so Marx’ Einwand, eine weit entwickelte Form von Geld (siehe auch: Marx’ Geldtheorie).
Des Weiteren reagiert Marx auf eine Kritik des Ökonomen Samuel Bailey (1791–1870) an Ricardo. Bailey beschuldigte Ricardo, den Wert nicht als etwas Relatives bzw. als Verhältnis zwischen Waren betrachtet zu haben, sondern als eine Eigenschaft, die der Ware immanent sei. Da Ricardo den Zusammenhang von Wert und Wertform vernachlässigt habe, hätten die Ricardianer, so Marx, nicht überzeugend erwidern können. Wie sich Marx ausführlich mit Bailey und Ricardo auseinandersetzte, belegen ebenfalls die Theorien über den Mehrwert.
In Marx’ Untersuchung, wie Warenwert und Geld miteinander zusammenhängen, lässt sich ein praktischer gesellschaftspolitischer Aspekt ausmachen. Marx kritisierte politische Denker, welche die Warenproduktion aufrechterhalten, aber das Geld abschaffen wollten. John Gray (1799–1883) hatte in den 1830er Jahren vorgeschlagen, dass Privatproduzenten ihre Waren an einer Nationalbank vermittels eines Arbeitsgeldes gegen andere Waren, die gleich viel Arbeit gekostet hätten, umtauschen könnten. Nach Marx übersehe Gray den Charakter warenproduzierender Arbeit. Die individuelle Arbeit erweise sich nicht wie in Grays Vorstellung unmittelbar, sondern erst im Tausch als gesellschaftliche Arbeit. Pierre-Joseph Proudhon (1809–1865) entwickelte ähnliche Vorstellungen wie Gray, um eine sozialistische Gesellschaft zu begründen. Marx lehnte diese entschieden ab. Im Rahmen seiner Wertformanalyse wendet Marx gegen Proudhon ein, es sei unmöglich, dass alle Waren zugleich den Status des allgemeinen Äquivalents erhalten könnten und somit jede Ware unmittelbar gegen jede andere ausgetauscht werden könne. Ferner setzt Marx auf der Grundlage der Wertformanalyse im späteren Kapitel Der Austauschprozess etwas nach, indem er darauf verweist, dass der historische Prozess, in dem sich der Austausch ausdehne, notwendig Geld hervorbringe.

## Die Analyse der Wertformen
In seiner Wertformanalyse stößt Marx zuerst auf die „einzelne und zufällige Wertform“, die im Tauschverhältnis zweier Waren enthalten ist. „Das einfachste Wertverhältnis ist offenbar das Wertverhältnis einer Ware zu einer einzigen verschiedenartigen Ware, gleichgültig welcher. Das Wertverhältnis zweier Waren liefert daher den einfachsten Wertausdruck für eine Ware.“
Die Analyse der einfachen Wertform ist der umfangreichste und am stärksten untergliederte Abschnitt der Wertformanalyse. Marx glaubt das Geheimnis jeglicher Wertform in der einfachen Wertform entdeckt zu haben. Durch die einfache Wertform erhält man Gleichungen der folgenden Form:
{\displaystyle x\ Ware\ A=y\ Ware\ B\ bzw.\,x\,Ware\,A\,ist\,y\,Ware\,B\,wert}
Ein Beispiel wäre 20 Ellen Leinwand = 1 Rock. Die Leinwand befindet sich in relativer Wertform und drückt ihren Wert in einer anderen Ware aus, nämlich im Rock. Dieser befindet sich in Äquivalentform. Er ist gewissermaßen passiv und dient als Material, in dem Wert ausgedrückt wird. Die Anzahl der Röcke, die für die Leinwand auf dem Markt gegeben werden muss, drückt den Wert der Leinwand aus, wenn ihr Wert dem der Leinwand entspricht.
Relative Wertform und Äquivalentform bedingen einander und schließen einander aus. Eine Ware kann ihren Wert nicht an sich selbst ausdrücken, sondern braucht eine andere Ware. 20 Ellen Leinwand = 20 Ellen Leinwand wäre kein Wertausdruck. Innerhalb desselben Wertausdrucks kann nur eine Ware in relativer Wertform und nur eine Ware in Äquivalentform sein. In 20 Ellen Leinwand = 1 Rock kann die Leinwand ihren Wert ausdrücken, aber der Rock nicht. Jedoch umfasst dieser Wertausdruck seine Rückbeziehung, nämlich 1 Rock = 20 Ellen Leinwand. In diesem anderen Wertausdruck befindet sich der Rock in relativer Wertform und die Leinwand in Äquivalentform. In einer früheren Version der Wertformanalyse gab Marx dazu ein Beispiel. Man könne sich vorstellen, dass der Leinwandhersteller und der Rockproduzent erst miteinander feilschen. Dann einigen sich beide, wobei der Leinwandhersteller sagt, dass 20 Ellen Leinwand einen Rock wert seien, und zugleich der Rockproduzent behauptet, ein Rock sei 20 Ellen Leinwand wert. Es handelt sich dabei um zwei verschiedene Wertausdrücke, in denen die betreffenden Waren unterschiedliche Rollen spielen.
Marx hebt drei Eigentümlichkeiten der Äquivalentform hervor. (1) Wert erscheint in Gebrauchswert. So erscheint etwa der Wert der Leinwand in der körperlichen Gestalt des Rockes. (2) Abstrakte Arbeit erscheint in konkreter Arbeit. So erscheint zum Beispiel die abstrakte Arbeit in Form von Schneiderarbeit, die den Rock schuf. Daher (3) erscheint private Arbeit als gesellschaftliche Arbeit.
Hinsichtlich der ersten Eigentümlichkeit stellt Marx etwas fest, was später in der Geldform deutlicher wird. Die A-Ware, die sich in relativer Wertform befindet, drückt ihren Wert bezogen auf eine Ware B aus, so dass ein gesellschaftliches Verhältnis deutlich wird. Die B-Ware hingegen bleibt passiv und gilt unmittelbar als Verkörperung von Wert. Bereits hier lokalisiert Marx „[…] das Rätselhafte der Äquivalentform, das den bürgerlich rohen Blick des politischen Ökonomen erst schlägt, sobald diese Form ihm fertig gegenübertritt im Geld.“ Die B-Ware gilt nur deswegen als etwas, das unmittelbar Wert verkörpert, weil sich die A-Ware auf die B-Ware als eine solche Wertverkörperung bezieht; es scheint jedoch so, als ob die B-Ware auch außerhalb der Beziehung und von Natur aus Äquivalent wäre. Ein Thema, das Marx in seiner Behandlung des Geldfetischs wieder aufgreifen wird.
Im Abschnitt Das Ganze der einfachen Wertform präzisiert Marx seine Terminologie. Zudem beansprucht er gezeigt zu haben, dass aus der Natur des Wertes die Wertform entspringe. Ferner sei deutlich geworden, dass der Doppelcharakter von Gebrauchswert und Wert, den eine Ware habe, in der einfachen Wertform auch in seiner einfachsten Gestalt äußerlich werde, nämlich als äußerer Gegensatz zwischen Waren, wobei die A-Ware unmittelbar nur als Gebrauchswert und B-Ware unmittelbar nur als Tauschwert gelte. Schließlich fielen die Entwicklung der einfachen Wertform und der einfachen Form der Ware zusammen.
Die einfache Wertform kann den gesellschaftlichen Charakter des Wertes nur begrenzt ausdrücken. In einem bestimmten Wertausdruck dieser Art kann die jeweilige A-Ware auf nur eine andere Warenart bezogen sein. Diese elementare Form gehe jedoch von selbst in eine vollständigere über: Wenn eine Ware zu vielen anderen Waren in ein Wertverhältnis gesetzt werde, entstehe eine Reihe einfacher Wertausdrücke. Marx verweist auf Homer. Ein Beispiel dafür wäre die Ilias, in der Homer schildert, wie ein Schiff eine Ladung Wein zu einer Gruppe Achaier bringt, deren Mitglieder über verschiedenartige Güter verfügen, die sie gegen Wein eintauschen.
Die einfache Wertform geht über in die entfaltete oder totale Wertform. Man erhält Gleichungen der folgenden Art:
{\displaystyle 20\ Ellen\ Leinwand=1\ Rock\ oder=10\ Pfund\ Tee\ oder=40\ Pfund\,Kaffee\ oder=usw.}
Eine Ware wie etwa Leinwand drückt ihren Wert in allen anderen Waren aus. Die Wertgröße erscheint dabei nicht mehr so zufällig bestimmt zu sein wie im Falle der einfachen Wertform, denn die Wertgröße bleibt gleich groß, egal in welcher anderen Warenart sie ausgedrückt wird.
Die totale Wertform ist mangelhaft. Der Wertausdruck für eine Ware A kann nicht abgeschlossen werden, da immer neue Waren hinzukommen, in denen sie ihren Wert ausdrücken müsste. Ferner, wenn für jede Warenart eine entsprechende relative Wertform konstruiert wird, entstehen verschiedene Reihen von Wertausdrücken. Zudem gibt es viele besondere Äquivalentformen, die einander ausschließen. Die relative Wertform in ihrer entfalteten Gestalt konstituiert sich jedoch durch einfache relative Wertausdrücke wie 20 Ellen Leinwand = 1 Rock, die jeweils umkehrbar sind. Wenn ein Warenbesitzer seine Leinwand mit vielen anderen Warenbesitzern tauscht, so müssen auch diese ihre Waren gegen Leinwand tauschen und den Wert ihrer jeweiligen Ware in Leinwand ausdrücken.
„Kehren wir also die Reihe: 20 Ellen Leinwand = 1 Rock oder = 10 Pfd. Tee oder = usw. um, d. h. drücken wir die der Sache nach schon in der Reihe enthaltene Rückbeziehung aus, so erhalten wir […]“ die allgemeine Wertform:
{\displaystyle {\begin{bmatrix}1&{\mbox{Rock}}\\10&{\mbox{Pfd. Tee}}\\40&{\mbox{Pfd. Kaffee}}\\1&{\mbox{Qrtr. Weizen}}\\2&{\mbox{Unzen Gold}}\\1/2&{\mbox{Tonne Eisen}}\\x&{\mbox{Ware A}}\\usw.&{\mbox{Ware}}\\\end{bmatrix}}=20{\mbox{ Ellen Leinwand}}}
Es gibt nun genau eine besondere Ware, die als allgemeines Äquivalent dient, in dem jede andere Ware ihren Wert ausdrückt, wie in diesem Beispiel die Leinwand.
Der Wert hat nun eine angemessenere Form. Sie zeigt, dass der Wert jeder üblichen Ware der Leinwand gleicht. Es wird für jede Ware deutlich, dass ihr Wert von ihrem Gebrauchswert und von jeglichem Gebrauchswert verschieden ist. Somit erscheint der Wert deutlicher als das, was alle Waren gemeinsam haben. In diesem Sinne sind erst in der allgemeinen Wertform alle Waren wirklich als Werte aufeinander bezogen: alle Waren erscheinen füreinander als Tauschwerte.
Dass der Wert eine angemessenere Form erhält, wird noch in einer anderen Hinsicht deutlich. In der einfachen und entfalteten Wertform hing es von der einzelnen Ware ab, sich ihre Äquivalentform zu geben; in der allgemeinen Wertform entsteht das allgemeine Äquivalent dadurch, dass alle Waren sich auf dieses beziehen. Das zeige, dass die Wertgegenständlichkeit der Waren nur dadurch ausgedrückt werden kann, dass die Waren allseitig aufeinander bezogen sind; ihre Wertform muss also gesellschaftlich gültig sein. In dieser Form erscheint, dass alle Waren einander als Werte gleichen und miteinander vergleichbare Wertgrößen sind. Die physische Gestalt der Leinwand verkörpert Wert überhaupt. Sie kann mit jeder Ware direkt ausgetauscht werden. Abstrakte Arbeit erscheint als Weberei.
Marx äußert sich in diesem Zusammenhang auch darüber, unter welchen Bedingungen die Formen auftreten. Nach Marx kommt die einfache Wertform praktisch nur dort vor, wo Produkte zufällig miteinander getauscht und somit zu Waren werden. Die entfaltete Wertform kommt erst vor, sobald ein bestimmtes Produkt gewohnheitsmäßig gegen viele andere Waren getauscht wird, wie zum Beispiel Vieh.
Darauf analysiert Marx, wie sich die Entwicklung der Wertform auf die Polarität von relativer Wertform und Äquivalentform auswirkt. In der einfachen Wertform können beide Waren ihre Rollen tauschen. In der totalen Wertform kann jeweils nur eine Ware ihre Wertform entfalten, wobei der Wertausdruck nicht umkehrbar ist, ohne dass damit die totale Wertform zur allgemeinen Wertform wird. In der allgemeinen Wertform befinden sich, mit Ausnahme der Äquivalentware, alle Waren in allgemeiner relativer Wertform, weil sie von der Funktion, allgemeines Äquivalent zu sein, ausgeschlossen sind. Das allgemeine Äquivalent bleibt seinerseits von der allgemeinen relativen Wertform ausgeschlossen, da es seinen Wert nicht durch sich selbst darstellen kann; diese Ware kann jedoch ihren Wert in der entfalteten relativen Wertform ausdrücken.
Zwar kann die allgemeine Äquivalentform prinzipiell jeder Warenart zukommen, aber eine Ware kann nur dann allgemeines Äquivalent sein, wenn alle anderen Waren es nicht sind und ihren jeweiligen Wert in genau einem allgemeinen Äquivalent ausdrücken. Erst wenn es ein festes Äquivalent gibt, gilt die Wertform gesellschaftlich allgemein. Wenn eine besondere Ware durch Gewohnheit fest mit der Funktion des allgemeinen Äquivalents verbunden ist, so spricht Marx von der Geldform:
{\displaystyle {\begin{bmatrix}20&{\mbox{Ellen Leinwand}}\\1&{\mbox{Rock}}\\10&{\mbox{Pfd. Tee}}\\40&{\mbox{Pfd. Kaffee}}\\1&{\mbox{Qrtr. Weizen}}\\2&{\mbox{Unzen Gold}}\\1/2&{\mbox{Tonne Eisen}}\\x&{\mbox{Ware A}}\\\end{bmatrix}}=2{\mbox{ Unzen Gold}}}
Abgesehen von dieser Festlegung unterscheidet sich die Geldform nicht von der allgemeinen Wertform. Erst diente Gold als einzelnes und besonderes Äquivalent und später wurde es in immer weiteren Kreisen als allgemeines Äquivalent benutzt, bis es sich schließlich als Geldware behauptete. Nun lässt sich für jede Ware ihre Preisform angeben, wie etwa 20 Ellen Leinwand = 2 Unzen Gold oder, wenn man einen bestimmten Münznamen verwendet, 20 Ellen Leinwand = 2 Pfd.St.

## Verschiedene Darstellungen der Wertformanalyse

### Ansätze inGrundrisse(1857/58)
Ansätze einer Wertformanalyse finden sich im Manuskript Grundrisse (1857/58), das zu Marx’ Lebzeiten unveröffentlicht blieb. Marx näherte sich dem Problem der Wertform an, ohne dass er den Ausdruck Wertform benutzte. So unterschied Marx zwischen der Naturalform der Ware und ihrer Wertform und stellte fest, der Wert könne in verschiedenen Formen existieren.
Marx bemerkte, dass eine Ware die ihr zukommende allgemeine gesellschaftliche Arbeit nicht an sich selbst oder in einer gewissen Stundenanzahl von bestimmter Arbeit ausdrücken könne, sondern eine Geldware dafür notwendig sei. Diese sei allgemeines Äquivalent und verkörpere gesellschaftliche Arbeit als solche.
Das Manuskript Grundrisse enthält Hinweise auf weniger entwickelte Wertformen. Die erste Erscheinungsform des Tauschwertes ist das Produkt im unmittelbaren Tauschhandel, der sich zuerst an den Enden von Gemeinwesen ereignet, wobei Menschen zufälligerweise überschüssige Produkte miteinander austauschen. Das Produkt ist dabei Tauschwert an sich und noch nicht als Tauschwert gesetzt. Je mehr gewohnheitsmäßig getauscht und für den Tausch produziert wird, desto mehr bestimmen die Produktionskosten bzw. die Arbeitszeit, wie viel von etwas gegen etwas anderes getauscht wird. Der Tauschwert tritt noch nicht in seiner Reinheit und Totalität auf. Hingegen ist ein Produkt, das bereits als Tauschwert gesetzt ist, von seiner Naturalform verschieden und auf alle Waren bzw. auf jedes mögliche Produkt bezogen.
Marx’ Ansätze sind in Grundrisse noch nicht so weit entwickelt wie in späteren Werken. In Das Kapital gehen werttheoretische Ansätze der Wertformanalyse voraus. In Grundrisse sind solche Ansätze unsicher. So fragt sich Marx etwa an einer Stelle, ob der Wert nicht das Gemeinsame von Gebrauchswert und Tauschwert sei. Marx unterscheidet noch nicht streng zwischen konkreter und abstrakter Arbeit und wirft deren Bestimmungen teils durcheinander. Ebenfalls fehlt die exakte Unterscheidung von Tauschwert und Wert aus Das Kapital. Marx unterschied noch nicht explizit zwischen relativer Wertform und Äquivalentform und erkannte noch nicht, dass das sogenannte Rätsel der Geldform bereits in der einfachen Wertform enthalten ist. Das Thema des Fetischismus ist jedoch präsent.

### VonZur Kritik(1859) bisDas Kapital(1872/73)
Wenn von den Ansätzen in Grundrisse abgesehen wird, so lassen sich vier weitere Darstellungen der Wertformanalyse unterscheiden: in Zur Kritik der Politischen Oekonomie. Erstes Heft (1859), im Haupttext der Erstauflage von Das Kapital (1867), eine vereinfachte Darstellung mit dem Titel Die Werthform im Anhang desselben Buches und schließlich die Wertformanalyse der zweiten Auflage von Das Kapital (1872/73), auf der MEW 23 beruht.
In Grundrisse hatte Marx gemeint, er könne unmittelbar von einer einzelnen Ware bzw. deren Wert ausgehen; im Gegensatz dazu wird in Zur Kritik erkennbar, dass man eine Warensammlung annehmen müsse, um die Wertformen analysieren zu können. Daher fasste Marx das Problem der Wertform wie folgt zusammen: „Der Tauschwert dieser einzelnen Ware drückt sich daher nur erschöpfend aus in den unendlich vielen Gleichungen, worin die Gebrauchswerte aller andern Waren ihr Äquivalent bilden. Nur in der Summe dieser Gleichungen oder in der Gesamtheit der verschiedenen Proportionen, worin eine Ware mit jeder andern Ware austauschbar ist, ist sie erschöpfend ausgedrückt als allgemeines Äquivalent.“ [Kursive Hervorhebungen im Original]. Marx analysierte die Wertform in engem Zusammenhang mit dem Austauschprozess, den er später in Das Kapital in einem eigenen Kapitel separat behandelte. Zudem untersuchte er den Wertausdruck erst auf der Stufe des Geldes.
Zwar popularisierte Marx 1867 die Analyse der Ware, aber er beabsichtigte, die Dialektik der Wertformen schärfer herauszuarbeiten als 1859. In der Erstauflage von Das Kapital befindet sich die erste umfassende Wertformanalyse. Dass Marx eine ausführlichere Formanalyse ausarbeitete, lag vermutlich daran, dass sich Marx mit der bereits erwähnten Kritik von Samuel Bailey an David Ricardo beschäftigt hatte.
Im Gegensatz zu einigen späteren Versionen enthält die Wertformanalyse der Erstauflage weniger historisches Material. Das gilt auch für die Zusammenfassung der Wertformanalyse in Engels' Kapital-Konspekt. Direkte Bezüge auf Historisches – wie man sie in der Zweitauflage findet – fehlen im Falle der einfachen und der entfalteten Wertform. Auf die allgemeine Wertform folgt etwas, das Marx nicht Geldform nennt, sondern bloß Form IV. Nach der Analyse der allgemeinen Wertform, meint Marx, dass an dieser Stelle der theoretischen Entwicklung die allgemeine Äquivalentform noch nicht fest an eine bestimmte Warenart gebunden sei. Marx geht noch einmal zurück zur entfalteten Wertform. Wenn man von der Leinwand und der entfalteten Wertform ausgeht, dann bildet jede andere Warenart ein Äquivalent der Leinwand; daher kann jede dieser Waren unmittelbar den Platz mit der Leinwand tauschen. Dadurch erhalte man Form IV:
{\displaystyle 20\ Ellen\ Leinwand=1\ Rock\ oder=u\ Kaffee\ oder=v\ Thee\ oder=usw.}
{\displaystyle 1\ Rock=20\ Ellen\ Leinwand\ oder=u\ Kaffee\ oder=v\ Thee\ oder=usw.}
{\displaystyle u\ Kaffee=20\ Ellen\ Leinwand\ oder=1\ Rock\ oder=v\ Thee\ oder=usw.}
{\displaystyle v\ Thee=usw.}
Es ergibt sich eine paradoxe Lage: von jeder derartigen Gleichung ausgehend ließe sich eine bestimmte Ware als allgemeines Äquivalent bestimmen, so dass es verschiedene allgemeine Äquivalente gäbe, aber eine Ware kann überhaupt nur dann allgemeines Äquivalent werden, wenn alle anderen Waren es nicht sind. Es kann daher kein allgemeines Äquivalent und somit keine gesellschaftlich gültige Wertform geben. Marx erwähnt Gold nicht. Es bleibt in der Formanalyse offen, welche Warenart zur Geldware wird.
Die Wertformanalyse hielt Marx jedoch für schwer verständlich. Sein Freund Louis Kugelmann (1828–1902) riet ihm zu einer übersichtlicheren Darstellung. Friedrich Engels (1820–1895) empfahl eine Popularisierung. Er schlug vor, die dialektisch gewonnenen Ergebnisse zusätzlich mittels historischer Passagen zu stützen. Er wollte damit dem im dialektischen Denken ungeübten Gelehrten historisch nachweisen, dass die Geldbildung notwendig sei. Zudem plädierte Engels für eine stärker strukturierte schulmeisterliche Version, ähnlich der Enzyklopädie von Georg Wilhelm Friedrich Hegel (1770–1831). Marx kam dem teilweise nach. Für den Leser, der in dialektischen Gedankengängen weniger bewandert sei, schrieb Marx eine vereinfachte didaktische Version, die er unter dem Titel Die Werthform in den Anhang platzierte. Trotz Engels' Vorschlag enthält dieser Anhang noch keine Beispiele aus der Geschichte der Warenproduktion oder des Geldes. Während sich Marx in der Formanalyse des Haupttextes teils auf Hegel bezog, um seine eigene Darstellung zu kommentieren, tut er das im Anhang weniger.
Die Darstellung der Wertformanalyse in der zweiten Auflage von Das Kapital orientierte sich eher an jenem Anhang und ist stärker didaktisch. Im Vorwort fehlt der Hinweis, die dialektische Darstellung sei schärfer als in früheren Versionen. Einen Einblick in diese Überarbeitung gewährt das in der MEGA edierte Manuskript Ergänzungen und Veränderungen; es lässt erkennen, dass Marx im Falle der Wertformanalyse und des ersten Hauptabschnittes Ware und Geld mit sich rang, um seine Vorstellungen adäquat zu formulieren. Indem Marx die Erstauflage überarbeitete, popularisierte er nicht nur, sondern präzisierte auch den Unterschied zwischen Tauschwert und Wert; ebenso erkannte Marx noch einmal klarer, dass die Eigenschaft, Wertgegenstand zu sein, eine gemeinsame Eigenschaft der Waren ist, die der einzelnen Ware nur im Verhältnis zu anderen Waren zukommt, so dass die einzelne Ware daher nur im Verhältnis als Wertding erscheinen kann.
Die verschiedenen Darstellungen sind hinsichtlich der Geldform unterschiedlich konzipiert. In den ersten beiden Darstellungen ist die Geldform nicht in die Wertformanalyse aufgenommen, sondern Geld wird als Ergebnis des Austauschprozesses abgeleitet. Im vereinfachten Anhang Die Werthform und der daran orientierten Darstellung in der zweiten Auflage von Das Kapital wird die Geldform in die Wertformanalyse aufgenommen. Erst in der letzten Darstellung wird sie zum Ziel der Analyse erklärt.

### Spätere Darstellungen
Nach der Veröffentlichung von Das Kapital erschienen popularisierende Kurzfassungen des Werkes. Marx kritisierte einige der Autoren für den Versuch, eine populäre Form mit einer genauen wissenschaftlichen Darstellung zu vereinen. Wilhelm Liebknecht (1826–1900) bat Marx um die Überarbeitung der Schrift Kapital und Arbeit von Johann Most (1846–1906). Zwar sagte Marx zu, aber er verfasste für die zweite Auflage von Mosts Werk, die 1876 erschien, keine strenge Formanalyse mittels der Termini aus Das Kapital; er beschrieb verschiedenartige Tauschverhältnisse und skizzierte, wie sich die Wertform historisch entwickelte.
Der Tauschwert entwickelt sich aus und mit dem Produktentausch. Auf der ersten Stufe betreiben Menschen Subsistenzwirtschaft und tauschen nur zufällig ihre überschüssigen Produkte gegen Produkte anderer. Wie viel von etwas gegen etwas anderes getauscht wird, ist noch relativ zufällig. Dieses Verhältnis festigt sich, wenn regelmäßig getauscht wird. Jeder Tauschende drückt den Wert seines eigenen Artikels im Artikel des anderen aus.
Auf der nächsten Stufe tauscht eine Partei genau eine Artikelart gegen eine Reihe anderer Artikel. Als Beispiel wählt Marx einen zeitgenössischen Jägerstamm. Dieser bietet nur Tierfelle an und drückt den Wert der Felle in allen anderen Waren aus, gegen die er seine Felle eintauscht. Die Menschen stellen sich den Wert der Felle getrennt vom Gebrauchswert vor. Die Wertgröße der Felle wird in einer wachsenden Zahl von Warenarten ausgedrückt, so dass sie fest bestimmt wird. Auf dieser Stufe nehmen die Produkte stärker Warencharakter an.
Alle Fremden, die mit dem Stamm etwas tauschen, drücken den Wert ihrer Waren in Tierfell aus. Felle sind so das allgemeine Äquivalent, das gegen alle anderen Waren unmittelbar austauschbar ist. Auf dem beschränkten Gebiet dieses Produktenaustausches wird das Tierfell zu Geld. In diesem Sinne kam vielen verschiedenen Warenarten die Rolle des Geldes zu. Wenn sich jedoch der Warentausch verallgemeinert, dann werden Gold und Silber zu Geld.

## Rezeption: Kontroversen und Kritik
Bereits in den 1920er Jahren diskutierten Forscher in der Sowjetunion Marx’ Werttheorie recht intensiv. Der wichtigste Vertreter Isaak Iljitsch Rubin (1886–1937) betonte, dass abstrakte Arbeit und Geld notwendig miteinander zusammenhängen. Zwar starben einige Werttheoretiker im Zuge der Säuberungen, aber Rubin antizipierte Themenschwerpunkte des internationalen Marx-Diskurses nach dem Zweiten Weltkrieg, in dem Rubins Werke viel beachtet wurden.
Viele Forscher aus verschiedenen Ländern widmeten sich in den letzten Jahrzehnten der Interpretation von Marx’ Wertformanalyse. Jan Hoff hebt in seiner Studie Marx global die japanischen Diskurse hervor: im Gegensatz etwa zur BRD wurde bereits kurz nach dem Zweiten Weltkrieg die Formanalyse zu einem zentralen Thema und es entwickelten sich in der Folge viele verschiedene Interpretationen und teils auch Modifikationen. 1984 berichtete Masao Oguro, Professor für Wirtschaftswissenschaften an der Asahikawa Universität Hokkaido, dass in Japan allein 200 Bücher oder Aufsätze nur über die Wertformanalyse geschrieben worden seien.
In Westdeutschland nahm die Wertformanalyse erst in den 1970er Jahren einen wichtigeren Platz in Diskursen über Marx’ Werttheorie ein, was vor allem auf die Studien von Hans-Georg Backhaus (* 1929) zurückzuführen ist. Backhaus setzte der subjektiven Werttheorie und der marxistischen Werttheorie die marxsche Werttheorie entgegen, die wesentlich Kritik prämonetärer Werttheorien sei.

### Streitpunkte
Ob Marx mit seiner wertformanalytisch fundierten Theorie des Geldes etwas Neues geliefert hat, wird von einigen bestritten. Joseph Alois Schumpeter (1883–1950) urteilte in Kapitalismus, Sozialismus und Demokratie, hinsichtlich des Geldes sei Marx hinter die Standards von Ricardo zurückgefallen. Schumpeter gestand jedoch zu, Marx habe vernünftig über Krisen nachgedacht und mögliche Krisenursachen erwogen, wie unter anderem die Existenz des Geldes, um Says Theorem zu entkräften.
Die Wertformanalyse wird in einigen Hinsichten kontrovers gedeutet. Ein Streitpunkt ist die Frage, inwiefern historische Aspekte für die Wertformanalyse wichtig sind. Einige Interpreten behaupten eine Einheit von Logischem und Historischem und sehen in Marx’ Wertformanalyse eine abstrakte Skizze davon, wie sich die Wertformen bzw. entsprechende Tauschverhältnisse reell entwickelten (Klaus Holzkamp, Wolfgang Fritz Haug Holger Wendt, Klaus Müller). Andere deuten die Wertformanalyse als rein begriffliche bzw. dialektische Entwicklung der Wertformen, an die Marx später einige wenige historische Bemerkungen anfügt, die der Illustration dienen (Michael Heinrich). Dass historisierende Lesarten der Marxschen Kritik der politischen Ökonomie teils durch Verweis auf Friedrich Engels begründet werden können, verbindet die Kontroverse über die Deutung der Formanalyse mit der Streitfrage, ob Engels Marx richtig interpretierte. Gegen derartige historisierende Lesarten der Marxschen Methode argumentierten bereits kurz nach dem Zweiten Weltkrieg Sekisuke Mita (1906–1975) und in den 1970er Jahren sowjetische Wissenschaftler um Vladimir Petrovic Schkredov an der Moskauer Lomonossow-Universität wie auch Hans-Georg Backhaus.
Nicht nur das Marx-Engels-Verhältnis wird diskutiert, sondern auch das Hegel-Marx-Verhältnis. Bereits Wladimir Iljitsch Lenin (1870–1924) wies auf die Bedeutung der Logik Hegels hin, ohne die man Das Kapital und vor allem das erste Kapitel nicht begreifen könne. Hiroshi Uchida sieht eine Parallele zwischen Marx’ Grundrisse und Hegels Logik bzw. zwischen dem Kapitel über Geld und Hegels Seinslehre. Yoshihiro Niji argumentiert dafür, Hegels Logik als wesentliche Quelle für Marx’ Werttheorie zu betrachten und eine Parallele zwischen Hegels Urteilslogik und Marx’ Wertformanalyse anzuerkennen.
Ein weiterer Punkt ist die Frage, wie sich Marx’ verschiedene Betrachtungen des Austauschverhältnisses zueinander verhalten. Im ersten Kapitel von Das Kapital bzw. in den Abschnitten vor der Wertformanalyse betrachtet Marx die Gleichheit der Waren im Austauschverhältnis, d. h. ihre gleiche Geltung als Wertdinge bzw. „Gallerten“ abstrakter Arbeit; in der Analyse der Wertformen hingegen blickt Marx auf die Polarität verschiedener Rollen, die die Waren im Austauschverhältnis einnehmen: die relative Wertform und die Äquivalentform. Während Frank Beckenbach diese Ansätze für unvermittelt hält, sieht Hachiro Masaki verschiedene logische Wege, die ineinandergriffen. Wolfgang Endemann erblickt einen Widerspruch zwischen beiden Betrachtungsweisen, der innerhalb der Wertformanalyse mit der Geldform gelöst werde, wohingegen Werner Becker Marx’ Methode in diesem Punkt für widersprüchlich hält und diesem unterstellt, er laste den Widerspruch der Realität an. Michael Heinrich bestreitet solche Widersprüche. Die Relation „… ist Tauschwert von …“ sei eine Äquivalenzrelation auf der Menge der Warenquanta, die als Werte einander gleich gelten. Damit sage man nur etwas über den Umfang der Relation auf der Menge aus. Da die Waren ungleiche Rollen spielten (relative Wertform bzw. Äquivalenzform), sei zwar die Relation polar, aber nicht die Elemente. Äquivalenz und Polarität seien kompatibel: die Gleichgeltung ermögliche den Rollentausch, aber die Rollen blieben dennoch polarisch.
Ferner wird darüber gestritten, ob Marx’ dialektische Darstellung gelungen ist. Ob sie überhaupt sinnvoll ist, wurde bezweifelt. Eugen von Böhm-Bawerk (1851–1914) bezeichnete Marx’ werttheoretische Argumentation in Das Kapital teilweise als „dialektische[n] Hokuspokus“. Joseph Alois Schumpeter setzte Marx’ Werttheorie mit der Theorie von David Ricardo (1772–1823) gleich und warf Marx’ Ansatz philosophischen Ballast vor. Es gibt aber auch Interpreten, die Marx’ dialektischen Ansatz ernst nehmen. Hans-Georg Backhaus deutet, wie Marx in Das Kapital von der anfänglichen Warenanalyse zur Wertformanalyse übergeht, als Bruch; Marx stelle die notwendige Vermittlung von Wert und Wertform nicht deutlich genug heraus. Michael Heinrich gesteht zu, dass Marx mit einigen Äußerungen derartigen Deutungen Vorschub geleistet habe; er entgegnet andere Passagen in Marx’ Kritik der politischen Ökonomie, die der These eines Bruchs die sachliche Grundlage nähmen Heinrich hingegen konstatiert einen methodischen Bruch an anderer Stelle: Marx habe die Geldform in die Wertformanalyse aufgenommen, obgleich sie nicht dialektisch aus der allgemeinen Wertform gewonnen werde.
Beim Problem der Geldware geht es darum, ob Marx’ Werttheorie die Annahme, dass es eine Ware geben müsse, welche die Geldform annehme, erfordert. Michael Heinrich hält diese Annahme für unbegründet und behauptet, Marx habe nur gezeigt, wie die Wertform beschaffen sein muss, um den Wert angemessen ausdrücken zu können. Zudem sei Marx durch die Annahme, Geld sei an Gold gebunden, in dieser Hinsicht seinem Anspruch, die kapitalistische Produktionsweise in ihrem idealen Durchschnitt zu erfassen, nicht gerecht geworden; seit der Auflösung des Systems von Bretton-Woods sei Geld nicht mehr an Gold gebunden.
Die Bedeutung der Wertformanalyse und des Geldes spielt auch in den Debatten über das Transformationsproblem eine wichtige Rolle. In Anlehnung an die neoricardianische Theoriebildung, die auf Piero Sraffa (1898–1983) zurückgeht, wurde Marx’ Theorie mathematisch formuliert, um einzelne Probleme zu untersuchen oder um eine Marxsche Ökonomie grundlegend zu reformulieren, wie etwa bei Nobuo Okishio (1927–2003) oder Michio Morishima (1923–2004). Aufgrund solcher Modelle hielten einige Interpreten die Arbeitswerttheorie für redundant, wie beispielsweise Ian Steedman (* 1941) Kritiker bezweifelten, dass sich Marx’ Werttheorie adäquat im neoricardianischen Rahmen reformulieren lasse. Johannes Berger (* 1939) monierte, es entfalle der Unterschied zwischen konkreter und abstrakter Arbeit. Heiner Ganßmann (1944–2018) bemängelte, die Wertformanalyse und die Notwendigkeit des Geldes würden übersehen. Daran anschließend kritisierte Michael Heinrich, es würden in einem neoricardianischen Gleichgewichtsmodell physische Gebrauchswerte miteinander in quantitative Beziehungen gesetzt; es werde davon abstrahiert, dass Geld eine allgemeine Warenproduktion bzw. die Reproduktion erst ermögliche und dass es Krisen gebe.

### Die logisch-historische Interpretation

#### Genesis der Praxisformen
„Der Kern der Marxschen Methode … ist das, was die heutige neoklassische Ökonomie gründlich verloren hat: Der Versuch, die eigentümliche Logik eines eigentümlichen Gegenstandes, nämlich der historischen Entwicklung eines historischen Systems … zu erfassen.“ Marx habe die erste dynamische Werttheorie entwickelt, eine Theorie, die Prozesse behandelt, „die sich in historischer, nicht logischer Zeit abspielen“. Manche Ökonomen sehen daher den Sinn der Wertformanalyse nicht nur darin, den logischen Zusammenhang zwischen der Wertform, der Wertsubstanz und der Wertgröße darzustellen oder wie es Marx ausdrückt, „zu beweisen, daß die Werthform aus dem Wertbegriff entspringt“. Für sie stellen die Wertformen zugleich Praxisformen dar, mit denen Marx den geschichtlichen Prozess der Entstehung des Geldes logisch erklärt. „Hat man einmal die Wertform als Praxisform … begriffen, wird ihre dialektische Entfaltung hin zur Geldform im ‚Witz der Widersprüchlichkeiten‘ (Brecht) … nachvollziehbar.“ Die Wertformanalyse liefere eine genetische Bestimmung des Geldbegriffs. Sie zeige, wie das Wesen des Geldes aus dessen Herkunft, seiner Entstehung erkannt werden könnte. (siehe auch Marx’ Geldtheorie) Aus der Analyse der Formen, in denen Wert ausgedrückt wird, folgt „die genetische Rekonstruktion des Geldes als Endpunkt.“ „Dem Mythos, die Wertformanalyse hätte allein die bereits entwickelte kapitalistische Warenproduktion zum Gegenstand, widerspricht die Tatsache, dass Marx sie in allen veröffentlichten Fassungen ausdrücklich auf vorkapitalistische Verhältnisse bezieht.“ Die Wertformanalyse ist eine „Darstellung historisch nachweisbarer Wertausdrücke auf Märkten und der mit ihnen verbundenen Entwicklungstendenz, die nach Marx schließlich zur Herausbildung des Geldes geführt hat.“ Marx betrachte „die historische Genesis der Wertform also in der Abfolge qualitativ verschiedener Tauschformen … So können drei Entwicklungsstufen der Tauschformen benannt werden. 1. Der Tausch fand selten und nur von Dingen des Überschusses statt. 2. Der Austausch vollzog sich regulär und blieb auf ein bestimmtes Gebiet beschränkt. 3. Der Austausch war überall verbreitet und trug allgemeinen Charakter.“

#### Logische Grundlage des Historischen
Die logische Grundlage der Wertformanalyse beruht einerseits auf der materialistisch gewendeten und auf die ökonomische Problematik angewandten Hegelschen Dialektik und andererseits auf der Annahme, dass das Geld eine historische Erscheinung ist, die sich nach und nach aus dem frühen Produkten- und Warentausch entwickelt hat, der ursprünglich ohne das Geld abgelaufen ist. Wichtigste Aufgabe der Analyse der Wertform war es für Marx – vom Standpunkt dieser Interpretation aus gesehen –, „zu verfolgen, wie sich der Wert der Waren verselbständigt und in einem geschichtlichen Prozess das Geld hervorbringt“. Diese Ansicht beruft sich auf zahlreiche Aussagen von Marx, der geschrieben hatte, dass „der Geldkristall … ein notwendiges Produkt des Austauschprozesse (ist)“ und „die historische Ausweitung und Vertiefung des Austausches … den in der Warennatur schlummernden Gegensatz von Gebrauchswert und Wert (entwickelt). Das Bedürfnis, diesen Gegensatz für den Verkehr äußerlich darzustellen, treibt zu einer selbständigen Form des Warenwerts und ruht und rastet nicht, bis sie endgültig erzielt ist durch die Verdopplung der Ware in Ware und Geld. In demselben Maße daher, worin sich die Verwandlung der Arbeitsprodukte in Waren, vollzieht sich die Verwandlung von Ware in Geld.“ Diesen Gedanken hatte Marx schon in „Zur Kritik der Politischen Ökonomie“ geäußert: „In der Tat erscheint der Austauschprozess von Waren ursprünglich nicht im Schoß der naturwüchsigen Gemeinwesen, sondern da, wo sie aufhören, an ihren Grenzen, den wenigen Punkten, wo sie in Kontakt mit anderen Gemeinwesen treten. Hier beginnt der Tauschhandel und schlägt von da ins Innere des Gemeinwesens zurück, auf das er zersetzend wirkt (…) Die allmähliche Erweiterung des Tauschhandels, Vermehrung der Austausche und Vervielfältigung der in den Tauschhandel kommenden Waren, entwickelt daher die Ware als Tauschwert, drängt zur Geldbildung und wirkt damit auflösend auf den unmittelbaren Tauschhandel.“ Marx beabsichtigt zu „leisten, was von der bürgerlichen Ökonomie nicht einmal versucht ward, nämlich die Genesis dieser Geldform nachzuweisen, also die Entwicklung des im Wertverhältnis der Waren enthaltenen Wertausdrucks von seiner einfachsten unscheinbarsten Gestalt bis zur blendenden Geldform verfolgen. Damit verschwindet zugleich das Geldrätsel.“ Diese Worte von Marx belegen vom Standpunkt der historisch-logischen Lesart, dass die Wertformen zweifelsfrei sich in einem historischen Prozess entwickelt haben. Grundlage des historischen Prozesses der Geldwerdung ist, dass der Wert, dessen Größe durch die gesellschaftlich notwendige Arbeitszeit bestimmt ist, als gesellschaftliche Eigenschaft jeder Ware nur im wechselseitigen Verhältnis vieler Waren zueinander erscheinen kann. Er muss sich eine Form geben, um sichtbar zu werden. Das geschieht durch die Darstellung des Werts in einer bestimmten Gebrauchswertmenge einer anderen Ware, historisch auf Grund des jeweiligen Entwicklungsstandes der Warenproduktion und des Warenaustausches auf unterschiedliche Weise. Der Wert kann nur deshalb im Gebrauchswert einer anderen erscheinen, weil diese selbst einen Wert hat. Marx spricht von Formen, in denen der Wert erscheint, eben den Wertformen.

#### Periodisierung
Auf der Grundlage der ethnografischen und wirtschaftsgeschichtlichen Literatur hat Klaus Müller versucht, den historischen Prozess der Entwicklung der Wertformen darzustellen und Marx’ logische Darstellung im 1. Kapitel des „Kapitals“ durch eine konkret-empirische Analyse zu ergänzen. Die „Darstellung der historischen Entwicklung des Geldes und seiner Vorstufen mit vielen konkreten Beispielen aus mehreren Jahrtausenden und vier Erdreichen ist in diesem Umfang einmalig.“ Müller widerspricht dem Anthropologen David Graeber, der, ohne Belege zu erbringen, behauptet, dass es Adam Smith’ Tauschhandel in der Realität nie gegeben habe. Er weist dessen Behauptung zurück, der Tausch ohne Geld sei eine „Fantasievorstellung“, ein von Ökonomen ersonnenes „fernes Märchenland“. Die Verknüpfung des Logischen mit dem Historischen zeige nicht alle Details, sondern das Hauptsächliche des Historischen, dessen Wesen. Sie abstrahiere „von Abweichungen, Anormalem, Zufälligkeiten, Zickzacks, Kreisläufen, Vorwegnahmen, Verzögerungen, Rückfällen, von vielem, das die Entwicklung eines Gegenstandes auch begleitet.“ Mit der logisch-historischen Methode ist keine Beschreibung einer empirischen Aufeinanderfolge, eine zeitliche Kette geschichtlicher Tatsachen gemein – keine realhistorische Abbildung-, sondern die Erfassung der wesentlichen Bestimmungen des historisch Gewordenen und Sich-verändernden. Man müsse, den „kapitalen Unterschied zwischen historisch und genetisch“ beachten, „da Marx nicht die Geschichte, sondern die Genesis der Geldform zu rekonstruieren beansprucht“. Produktentausch habe es im Jungpaläolithikum (40 000–10 000 v. u. Z.) gegeben. In diese Zeit falle die einfache, einzelne oder zufällige Wertform, die nach und nach abgelöst wurde durch die totale, entfaltete Wertform. In der Jungsteinzeit (Neolithikum), d. h. von 10 000 bis 2 000 v. u. Z. hätten sich erste Elemente einer Warenproduktion aus dem Produktentausch entwickelt, begleitet von der Durchsetzung der allgemeinen Wertform. Die einfache Warenproduktion und erste Kapitalelemente folgten. Ab etwa 2 500 v. u. Z. habe sich die Geldform durchgesetzt. Nach Marx entwickelten die Nomadenvölker „zuerst die Geldform, weil ihr Hab und Gut sich in beweglicher, daher unmittelbar veräußerlicher Form befindet, und weil ihre Lebensweise sie beständig mit fremden Gemeinwesen in Kontakt bringt“. Die Entwicklung der Warenform des Arbeitsprodukts und daher der Wertformen widerspiegeln die Änderung der Produktionsverhältnisse, die wiederum durch die Entwicklung der Produktivkräfte und der gesellschaftlichen Arbeitsteilung bedingt ist. Die Marxsche Analyse der Wertformen erfasst in der Einheit von Logischem und Historischem diesen Entwicklungsprozess. Kriterien für die Entwicklung der Wertformen und für ihren Vergleich untereinander sind der Grad, in dem der spezifische Charakter der wertbildenden Arbeit erkennbar ist, der Grad der Verselbständigung des Werts der Waren gegenüber ihrem Gebrauchswert und der Grad, in dem sich der Gegensatz zwischen den beiden Polen der Wertform ausprägt, der relativen Wertform und der Äquivalentform.
Die einfache, einzelne oder zufällige Wertform
Dieser Wertform lag der zufällige Austausch zweier Güter zugrunde. „Der Tauschhandel, worin der Überfluss der eignen Produktion zufällig gegen den der fremden ausgetauscht wird, ist nur das erste Vorkommen des Produkts als Tauschwert im allgemeinen und wird bestimmt durch zufällige Bedürfnisse, Gelüste etc.“ Die historisch älteste Wertform widerspiegelt den unentwickelten Stand der Produktivkräfte innerhalb und gegen Ende der Urgemeinschaft. Arbeitsteilung und Produktivität sind gering ausgeprägt. Urwüchsig gesellschaftliches oder Gruppeneigentum an den Produktionsmitteln dominiert. Zwischen den Sippen und Gentes wurden Überschüsse sporadisch, vereinzelt und zufällig ausgetauscht. Der spezifische gesellschaftliche Charakter der wertbildenden Arbeit kommt nur keimhaft zum Ausdruck. Der Wert der in relativer Wertform stehenden Ware ist von ihrem Gebrauchswert unterschieden. Noch nicht zutage tritt, dass sich der Wert überhaupt vom Gebrauchswert unterscheidet. Die ersten Hinweise, dass Menschen Handel untereinander trieben, besitzen wir aus einer Zeit von etwa 50 000 bis 45 000 Jahren, als der Homosapiens Boote, Öllampen, Pfeil und Bogen und Nadel herstellte und es ihm gelang, das offene Meer zu überqueren. Der Handel beschränkte sich auf Luxusgüter wie Muscheln, Bernstein, Farbpigmente oder Obsidian. Harari sagt, dass es in den Jahrtausenden nach der Besiedlung Australiens – vermutlich zwischen 60 000 und 32 000 v. u. Z. – eindeutige Hinweise auf einen regen Handel zwischen einigen der den Kontinent umgebenen Inseln gab, zum Beispiel Neuirland und Neubritannien. „Bei relativ stabilen Stammessitzen begründeten schon in der Jägergesellschaft die Unterschiede in den natürlichen Produktionsbedingungen und das Nebeneinanderbestehen verschiedener Wirtschaftszweige zwischengesellschaftliche Arbeitsteilungen und feste Austauschbeziehungen, wie z. B. zwischen binnenländischen und küstenbewohnenden Lokalgruppen der Andamanen, zwischen Berg-, Steppen-, Wald- und Küstenbewohnern usw.“ Die Archäologin Waltraud Sperlich hält einen steinzeitlichen Handel und Transport von Sushi für möglich, „stießen doch Forscher in der Aviones-Höhle im Südosten Spaniens auf Überreste von Muscheln und Meeresschnecken, die da vor etwa 50 000 Jahren ausgepult worden sind. Da sich neben den Schalen große Packungen von Rotalgen fanden, nehmen die Wissenschaftler an, dass die Algen als Verpackung dienten.“ Obsidian, das vulkanische Gesteinsglas, war sehr begehrt. Es kam nur auf den Inseln im Mittelmeer vor. „Und nach Sizilien oder Milos in der Ägäis überzusetzen war in der vornautischen Zeit eine abenteuerliche Expedition. Für den Obsidian lohnte sich das Risiko, denn das tiefschwarze Gestein lieferte Klingen, die den Ruf hatten, Stein leicht wie Fleisch zu schneiden.“ Wirtschaftshistoriker erbringen zahlreiche Belege für einen Tauschverkehr auf den untersten Entwicklungsstufen der Menschheit. Grünert gibt mehrere Beispiele für einen Produkten- und ersten Warentausch im 7. bis 5. Jahrtausend. v. u. Z.
Die totale oder entfaltete Wertform
Die gesellschaftliche Arbeitsteilung entwickelte sich in der Urgesellschaft und mit ihrer allmählichen Auflösung. Mehr und neue Produkte wurden hergestellt. Ein Mehrprodukt wurde zu einer dauerhaften Erscheinung. Familien- und persönliches Eigentum entstanden. Arbeitsprodukte wurden nicht mehr ausnahmsweise, sondern gewohnheitsmäßig mit anderen Arbeitsprodukten, auch Diensten getauscht. Der Wert der in relativer Wertform stehenden Ware tritt jetzt in der Naturalform aller möglichen anderen Produkte dieser Ware gegenüber. In der endlosen Reihe seiner Ausdrücke zeigt sich, „dass der Warenwert gleichgültig ist gegen die besondre Form des Gebrauchswerts, worin er erscheint“. Der Gegensatz zwischen den Polen des Wertverhältnisses entfaltet sich, wird aber noch nicht dauerhaft fixiert. In der Häufung der Wertausdrücke widerspiegele sich der ökonomische Fortschritt, zugleich sei der relative Wertausdruck der Ware noch unfertig. Es existiere „ein buntes Mosaik auseinanderfallender und verschiedenartiger Wertausdrücke. Viele beschränkte Äquivalentformen, von denen jede die andre ausschließt, erfüllen ihre Funktion nur begrenzt und vorübergehend. Die in ihnen enthaltene konkrete Arbeitsart ist noch nicht erschöpfende Erscheinungsform der menschlichen Arbeit geworden. Übersicht und Ordnung auf dem Markt kann man sich nur schwer vorstellen. Der Bezugspunkt fehlt, auf den sich alles bezieht, der einheitliche Maßstab, an dem sich alles misst.“ Somit geriet die totale, entfaltete Wertform in Widerspruch zur Produktivkraftentwicklung und den Notwendigkeiten des Warentausches. Der historische Austauschprozess offenbarte nicht nur die Mängel der zweiten Wertform, er führte auch die Lösung herbei. Die Lösung der Widersprüche des Tausches erfolgte durch die Herausbildung der allgemeinen Wertform.
Die allgemeine Wertform
Durch die Trennung des Handwerks von der Landwirtschaft wird der Warenaustausch lebensnotwendig. Die auf dem Privateigentum an Produktionsmitteln beruhende Produktion für den Austausch, die Warenproduktion, setzt sich durch. Die Wechselwirkung zwischen Produktivkräften und Produktionsverhältnissen bringt die allgemeine Wertform hervor. Die Waren stellen ihre Werte jetzt einfach und einheitlich dar, d. h. in einer besonderen, in derselben Ware. Eine Ware allein dient als allgemeines Äquivalent für den Wert aller anderen Waren. Der Gebrauchswert der in Äquivalentform stehenden Ware bildet die gemeinsame Erscheinungsform des Werts aller anderen Waren. Im allgemeinen Äquivalent erhält der Wert der Waren eines begrenzten Territoriums als Tauschwert eine selbstständige Gestalt. Die Äquivalentware ist unmittelbar austauschbar mit allen anderen Waren. Sie ist eine Form des Werts überhaupt und kann somit prinzipiell jeder Ware zukommen. Als Äquivalentwaren eigneten sich vor allem solche, die von allen gebraucht wurden und von allen im Austausch angenommen wurden. Regional und zeitlich konnten das in Abhängigkeit von den territorialen Besonderheiten unterschiedliche Waren sein. Tatsächlich waren es entweder die „wichtigsten Eintauschartikel aus der Fremde, welche in der Tat naturwüchsige Erscheinungsformen des Tauschwerts der einheimischen Produkte sind“ oder der „Gebrauchsgegenstand, welcher das Hauptelement des einheimischen veräußerlichen Besitztums bildet, wie z. B. das Vieh“. Die ethnografische und wirtschaftshistorische Forschung hat den Nachweis erbracht, dass die Völker unterschiedlichste allgemeine Äquivalente kannten, bevor die Geldform des Werts entstand. Die allgemeinen Äquivalentwaren sind die unmittelbaren Geldvorläufer; nichtmarxistische Ökonomen und Wirtschaftshistoriker sprechen vom Nutz- oder Warengeld. Beispiele sind „Kuh- und Viehgeld“, „Nahrungs- und Genussmittelgeld“, „Perlengeld“, „Muschelgeld“, „Pelz-, Tuch- und Bekleidungsgeld“, „Metall-, Schmuck- und Gerätegeld“.
Die Geldform
Die allgemeine Wertform begünstigte den Warenaustausch und die Entwicklung der Produktivkräfte, wurde aber mit zunehmender Entfaltung des Handels, vor allem mit der Überschreitung lokaler Grenzen des Austauschs mehr und mehr zum Hindernis für die weitere Entwicklung. Die regionale Verschiedenheit der allgemeinen Äquivalente erschwerte den Austausch der Produkte. Die Entwicklung der privaten Warenproduktion führte daher dazu, dass die Funktion des allgemeinen Äquivalents auf eine spezifische Warenart überging. „Die spezifische Warenart nun, mit deren Naturalform die Äquivalentform gesellschaftlich verwächst, wird zur Geldware oder funktioniert als Geld.“ Marx hat nicht einfach nur angenommen, dass Geld eine Ware ist, sondern genetisch-historisch gezeigt, wie eine bestimmte Ware durch gesellschaftliche Gewohnheit aus der Warenwelt ausgeschlossen wird, um den Wert aller übrigen Waren auszudrücken. „Gold tritt den andren Waren nur als Geld gegenüber, weil es ihnen zuvor als Ware gegenüberstand.“ Als Maß der Werte muss es selbst Ware sein, sagt Marx, weil „es sonst kein gemeinsames immanentes Maß mit den andren Ware hätte.“ Behauptet man, wie Michael Heinrich, Marx habe eine Ware als Geld nur unterstellt, könnte man ebenso gut sagen, so Wolfgang Fritz Haug, er „habe nicht gezeigt, sondern bloß unterstellt, dass der Papst unbedingt ein Katholik sein müsse“.
Das Monopol ging auf die Edelmetalle Gold und Silber über, „die von Natur zur gesellschaftlichen Funktion eines allgemeinen Äquivalents taugen“. Die Geldform ist die vierte Wertform. Die natürlichen Eigenschaften, die Edelmetalle für die Ausübung der Äquivalenzfunktion in besonderer Weise qualifizieren: Sie, besonders das Gold, sind widerstandsfähig gegen Umwelteinflüsse. Sie lassen sich beliebig lange aufbewahren, sind in allen ihren Teilen vollkommen gleich, wodurch gleiche Mengen stets die gleiche Wertgröße haben. Gold und Silber lassen sich in kleinste Mengen zerlegen und zu größeren Gewichtseinheiten zusammenfügen. Da sie wertvoll sind – Gold noch mehr als Silber, weshalb es sich als Äquivalentware schließlich durchsetzt – benötigt man nur kleine Mengen, um Waren zu kaufen. Leicht transportierbar, eignen sie sich gut als Transportmittel.
Mit dem Übergang der Funktion des allgemeinen Äquivalents auf die Ware Gold hat sich der Wert der Waren endgültig verselbständigt. Der innere Widerspruch der Ware zwischen Gebrauchswert und Wert stellt sich nun dar als äußerer Widerspruch zwischen der Ware und dem Geld. Der in Geld ausgedrückte Wert der Waren ist ihr Preis. In ihm tritt der in der Produktion geschaffene Wert in der Zirkulation in Erscheinung. Marx schreibt, das Gold erobere sich im historischen Austauschprozess „durch gesellschaftliche Gewohnheit“ die Rolle des allgemeinen Äquivalents. „Sobald es das Monopol … im Wertausdruck erobert hat, wird es Geldware, und erst von dem Augenblick … ist die allgemeine Wertform verwandelt in Geldform.“ Bei ihr unterscheide man drei Stufen: das vormünzliche Metallgeld in Form von Schmuck und Geräten, das vormünzliche Gold in Form von Klumpen oder Barren und das gemünzte Metall.
Gold ist nicht von Natur aus Geld; Gold wird erst durch seine herausgehobene Stellung in der Warenproduktion zu Geld. Gustav Cassel schreibt, dass vor der Geldware Gold der Ochse vom Atlantischen Ozean bis nach Zentralasien Jahrtausende hindurch als Haupteinheit der Preisrechnung benutzt worden war. Auch Quaas, der die Wertausdrücke in Homers „Ilias“ untersucht, sagt, „dass sich das (männliche) Rind als allgemeines Äquivalent herausgebildet hatte, und zwar inmitten eines mannigfachen Warenangebots“. Es sei eine bemerkenswerte Tatsache, so Cassel, dass später Gold immer in einer Einheit gemessen wurde, die dem Wert eines Ochsens entsprach – ein konkret-empirisches Beispiel für den historischen Zusammenhang zwischen der allgemeinen Wertform und der auf sie folgenden Geldform. Der Zusammenhang ist auch sprachgeschichtlich nachweisbar: Das lateinische Wort pecunia heißt Geld. Es stammt ab von pecus – dem Vieh. Der Name Ochse wurde sogar beibehalten, nachdem die betreffende Goldmenge die Form einer Münze erhalten hatte. Mit dem Hervortreten der Staatsmacht sei später der Zusammenhang der Rechnungseinheit mit dem wirklichen Ochsen aufgelöst worden.
Fazit
Die Analyse der Wertformen und die Logik ihrer Entfaltung widerspiegeln den Prozess der Auflösung der Urgesellschaft, des Jahrtausende währenden Übergangs von der Selbstversorgungs- bzw. Subsistenzwirtschaft auf primitivster Basis zur Warenproduktion. Das widersprüchliche Verhältnis zwischen den Produktivkräften und Produktionsverhältnissen äußert sich bei der Geldwerdung im Widerspruch zwischen dem Gebrauchswert und dem Wert einer Ware. Der Widerspruch zwischen Gebrauchswert und Wert wird temporär gelöst, indem er in veränderter Form neu gesetzt wird. Marx zeigt mit der Wertformanalyse, die auf der dialektisch-materialistischen Methode beruht und in der das Logische dominiert, dass die einzelnen Wertformen den Entwicklungsgrad der gesellschaftlichen Produktionsverhältnisse und ihre Wechselwirkung mit den Produktivkräften ausdrücken.

### Modifikationen der Wertformanalyse
Hervorzuheben ist die inner- und außerhalb Japans sehr einflussreiche Schule von Kozo Uno (1897–1977). Uno war weniger darauf bedacht, die Werke von Marx sehr stark zu erforschen, um sie angemessen zu deuten, sondern wollte primär die kapitalistische Gesellschaft untersuchen und in Reinform erfassen. Ein Grundprinzip seiner Darstellung ist die strikte Trennung von Zirkulation, Produktion und Distribution. Uno griff in seinem breit rezipierten Werk Kezai Genron von 1950/52 bzw. Principles of Political Economy Marx’ Wertformanalyse auf. Nach Unos Kritik an Marx müsse die Wertformanalyse vor und unabhängig von der Analyse der Wertsubstanz entwickelt werden und die Darstellung der abstrakten Arbeit gehöre in die Theorie der Produktion. Zudem modifizierte Uno bewusst die Formanalyse, indem er die Wertformen und die Handlungen der Warenbesitzer bereits ab der einfachen Wertform nicht auf verschiedenen theoretischen Ebenen betrachtete. Letzteres wurde früh von Samezo Kuruma (1892–1983), der für die Trennung argumentierte, kritisiert.